# Neebe
Neebe (Nhb) ou Niebe (Nihb) é mencionado na Pedra de Palermo como um faraó (rei) pré-dinástico do Baixo Egito. Como não há evidência adicional, talvez pode ser um faraó mítico preservado através da tradição oral ou um rei totalmente ficcional. Seu nome significa "o associado com o arado".